# Henryk Dłużyński
Henryk Dłużyński (ur. 10 sierpnia 1929 w Warszawie, zm. 16 lutego 1999 w Olsztynie) – polski aktor teatralny i filmowy, reżyser teatralny.

## Życiorys
Karierę aktorską rozpoczynał w Teatrach Dramatycznych w Częstochowie, gdzie występował jako adept w latach 1952-1953. Wówczas też zdał eksternistyczny egzamin aktorski (1953). W kolejnych latach występował w Teatrze Polskim w Bielsku-Białej i Cieszynie (1954-1955), Teatrze Zagłębia w Sosnowcu (1955-1958), Teatrze im. Wojciecha Bogusławskiego w Kaliszu (1959-1961), Teatrze im. Juliusza Osterwy w Lublinie (1961-1962), Teatrze im. Stefana Żeromskiego w Kielcach i Radomiu (1962-1964), Teatrze Dramatycznym w Wałbrzychu (1964-1967), Teatrze im. Aleksandra Węgierki w Białymstoku (1967-1973), Teatrze Ziemi Pomorskiej w Grudziądzu (1973-1975) oraz Teatrze im. Stefana Jaracza w Olsztynie (1975-1978). Podczas pracy w Białymstoku zajął się również reżyserią teatralna.

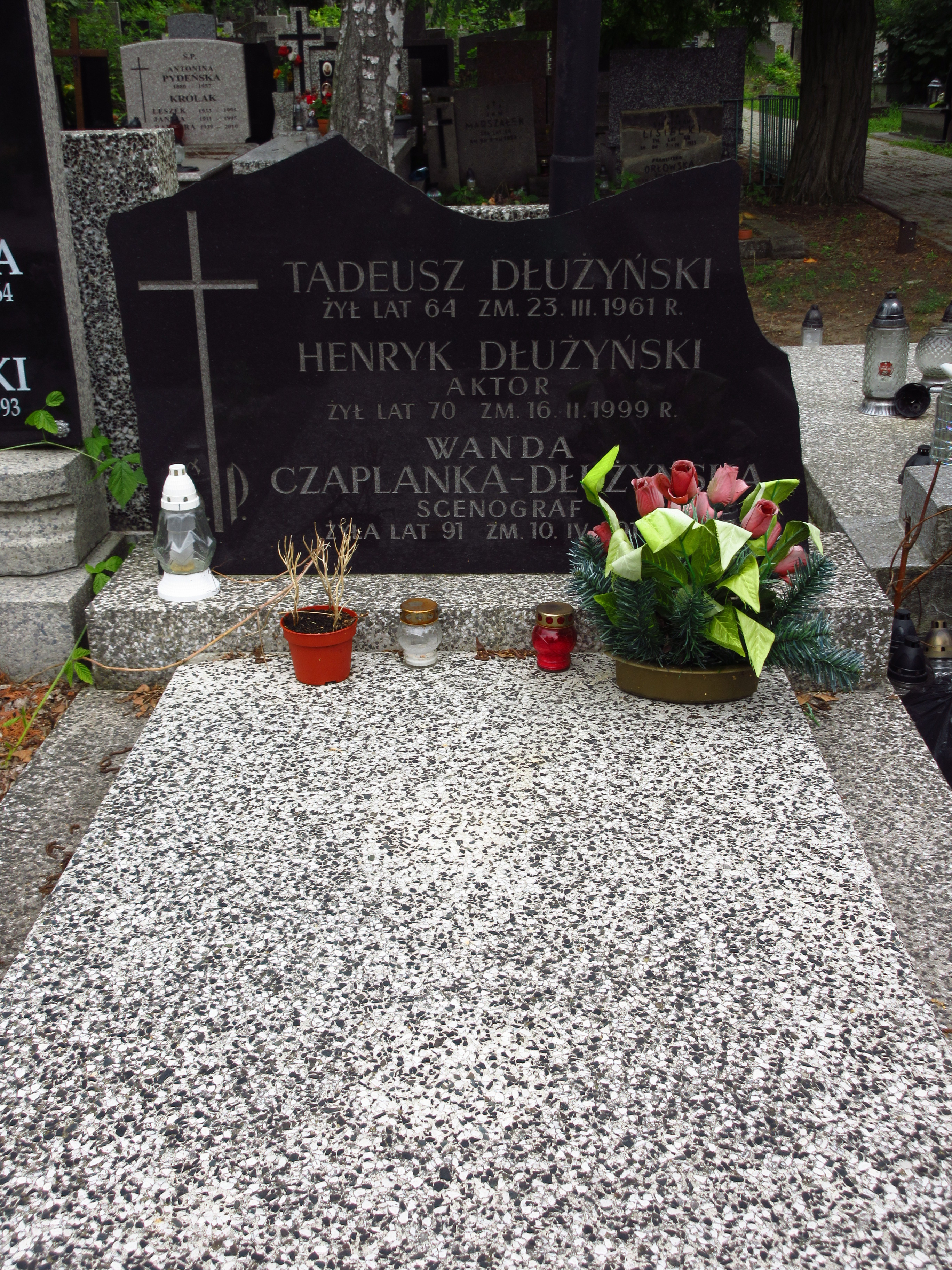
Grób Henryka Dłużyńskiego na Cmentarzu Bródnowskim.

W 1978 roku, w trakcie zdjęć do filmu "Nauka latania" uległ wypadkowi, wskutek którego musiał zrezygnować z aktorstwa i przejść na rentę.
Zmarł w Olsztynie, natomiast pochowany został na Cmentarzu Bródnowskim w Warszawie (kwatera 51H-2-30).

### Nagrody
- 1967 - nagroda Centralnej Rady Związków Zawodowych
- 1967 - nagroda miasta Wałbrzycha
- 1968 - nagroda Prezydium Wojewódzkiej Rady Narodowej w Białymstoku
- 1970 - nagroda dla najlepszego aktora Białostocczyzny
- 1970 - wyróżnienie na XII Festiwalu Teatrów Polski Północnej w Toruniu za rolę Poleżajewa w przedstawieniu "Niespokojna starość" Leonida Rachmanowa
- 1971 - nagroda na XIV Festiwalu Teatrów Polski Północnej w Toruniu za rolę Porfirego w przedstawieniu "Zbrodnia i kara" Fiodora Dostojewskiego
- 1974 - nagroda na XVI Festiwalu Teatrów Polski Północnej w Toruniu za rolę tytułową w przedstawieniu "Tymon Ateńczyk" Williama Shakespeare'a
- 1975 - nagroda na XVII Festiwalu Teatrów Polski Północnej w Toruniu za rolę Ryszarda w przedstawieniu "Ryszard III" Williama Shakespeare'a
- 1976 - nagroda na XVIII Festiwalu Teatrów Polski Północnej w Toruniu za rolę Geometry K. w przedstawieniu "Zamek" Franza Kafki

## Filmografia
- Weekendy (1963) - część "Julia"
- Odejścia, powroty (1972) - komendant (odc. 3)
- Wielkanoc (1974)
- Czerwone i białe (1975) - prokurator
- Nauka latania (1978) - Roman, ratownik GOPR